# عبد الرحمن البهوتي
زين الدين عبد الرحمن بن يوسف بن علي الحنبلي البهوتي ثم الدمياطي (959 هـ - 1089 هـ)، كان من كبار فقهاء الحنابلة في عصره وعالماً بالمذاهب الأربعة.

## سيرته
ولد بمصر في سنة 959 هـ تقريباً، ونشأ بها. وقرأ الكتب الستة وغيرها من كتب الحديث، أخذ عن كثير من المشايخ من علماء المذاهب الأربعة منهم التقي الفتوحي وغيرهم.
وأخذ عنه جمع منهم منصور البهوتي وعبد الباقي الدمشقي.
توفي بدمياط سنة 1089 هـ، ودفن بها.

## شيوخه
في فقه الحنفي:
- شمس الدين البرهمتوشي
- أبو الفيض السلمي
- أمين الدين محمد بن عبد العال الحنفي المصري
- علي بن محمد بن علي نور الدين ابن غانم المقدسي ثم القاهري

في فقه المالكي:
- زين العابدين أحمد بن محمد الجيزي المالكي
- محمد بن محمد بن أحمد الفيشي المالكي
- أبو الفتح الدَّمِيريّ المالكي
- محمد الحطاب المالكي

في فقه الشافعي:
- الخطيب الشربيني
- محمد بن عبد الرحمن العلقمي
- ولي الدين الضرير

في فقه الحنبلي:
- يوسف بن علي بن زين الدين بن جمال الدين بن نور الدين البهوتي المصري (والده)
- تقيُّ الدين محمَّد بن أحمد بن عبد العزيز بن عليٍّ الفتوحيُّ المصريُّ الحنبليُّ
- عبد الرحمن بن أحمد ابن النجار الفتوحيُّ المصريُّ الحنبليُّ.
- شهاب الدين البهوتي الحنبلي، وغيرهم.[6][7]

## تلاميذه
- منصور البهوتي، شيخ الحنابلة بمصر.
- عبد الباقي ابن فقيه فصة.
- محمد بن أحمد البهوتي الخلوتي
- أبو العباس أحمد بن محمَّد بن سعيد المقري القرشي التلمساني المالكي

## مؤلفاته
- حاشية على أنوار التنزيل للبيضاوي (في التفسير).